# Radimir Čačić
Radimir Čačić (Zágráb, 1949. május 11.) horvát politikus és üzletember, a párt 2014-es megalakulása óta a Néppárt – Reformisták (NS-R) elnöke, valamint 2017 óta Varasd megye prefektusa.
Čačić korábban 1995 és 2000 között a Horvát Néppárt (HNS) elnöke volt. A 2000-es horvát parlamenti választást követően Ivica Račan első kabinetjének tagja lett, ahol az autópályák építésének élén állt. 2008-ban ismét a HNS elnökévé választották. A 2011-es parlamenti választást követően a négypárti Kukuriku koalíciós szövetség második legnagyobb pártjának vezetőjeként Zoran Milanović kabinetjében Čačić miniszterelnök-helyettes, valamint gazdasági miniszter lett.
Egy két halálos balesetet okozó karambolt követően a magyar bíróság 2012 novemberében 22 hónap börtönbüntetésre ítélte. Lemondott kormányzati tisztségéről, majd 2013-ban kirúgták a HNS-ből. A börtönbüntetés letöltése után Čačić visszatért a politikába egy új politikai párttal, a Néppárt – Reformistákkal. 2017-ben másodszor választották meg Varasd megye prefektusává.

## Élete és pályafutása

### Fiatal üzletemberként
1949-ben született Zágrábban. A Zágrábi Egyetem Építészmérnöki Karán 1973-ban szerzett diplomát. Ezután egy zágrábi cégnél dolgozott, majd Varasdra költözött, és a Zagorje építőipari vállalathoz csatlakozott. Több társával együtt 1979-ben elhagyta Zagorjét, és megalapította a DP Coning építőipari céget, ahol menedzserként jelentős vagyonra tett szert. 1989-ben a Jugoszláv Kereskedelmi Kamara az év menedzsere címet adományozta neki. Amikor 1989 márciusában a privatizációt lehetővé tévő törvényeket megváltoztatták, 750 000 német márkát költött arra, hogy 25%-os részesedést vásároljon régi cégében, majd később egyesítette a két céget, és néhány munkahelyet megszüntetett.
Először 1989-ben a Népi Egyetértés Koalíciójában (KNS) lépett a politikába, de nem járt választási sikerrel. 1990-ben és 1991-ben, a Čačić igazgatta Coning részt vett egy sikertelen dubrovniki építési projektben, majd 1991–1992-ben egy másik, sokkal nagyobb sikertelen építési projektben Izraelben, amely miatt a vállalat később több millió dolláros perre is kényszerült. Közben a DP Coning Coning holdinggá alakult több leányvállalattal, majd a Holdingot Ingprojekt névre keresztelték át. Čačić később eladta vagy átruházta a Coning-társaságokban lévő részesedését egy jogi cégnek. Üzleti ügyeit gyakran használták fel ellene, amikor aktívabbá vált a politikában, az izraeli ügyben pedig Miroslav Rožić támadta.
A horvát függetlenségi háború idején Čačić a születőfélben levő horvát hadsereg dandártábornoka volt. A laktanyacsaták idején ő vezette a Jugoszláv Néphadsereggel folytatott 1991. szeptemberi tárgyalásokat a Varasdi laktanya elhagyásáról. A laktanya kiürítése során túszként szolgált arra az időre, amíg a lefegyverzett hadsereg tagjait biztonságosan Szerbiába kísérték. Később háborús tevékenységéért a Honvédő Háborús Emlékéremmel és a Domagoj Fejedelem Renddel tüntették ki.

### Politikai pályafutása
1995-re Čačić azon kevés horvát politikusok egyike volt, akik jómódúak voltak, mielőtt állami hivatalba léptek, bár vagyona később politikai tevékenysége során megsokszorozódott.
Ekkor Savka Dabčević-Kučart ő követte a Horvát Néppárt (HNS) elnöki posztján, mely tisztséget hat évig töltötte be. Utóda Vesna Pusić lett, míg Čačić a párt központi bizottságának elnökeként folytatta. Az 1995-ös parlamenti választás után a horvát parlament tagja lett. A 2000-es parlamenti választáson a HNS több mandátumot is megszerzett a horvát parlamentben, és részt vett az Ivica Račan vezette kormányt alakító hatpárti koalícióban. Čačić volt a HNS egyetlen tagja a kormányban, de a befolyásos és testhez álló közmunka-, újjáépítési és építésügyi miniszteri posztot kapta meg, amely számos kormány által támogatott projekthez hozzáférést biztosított számára.
Nagyban hozzájárult a Zágráb–Split autópálya megépítésére irányuló projekt újjáélesztéséhez, és egy életképesebb finanszírozási modell kialakításához. A minisztérium pályázatot írt ki az új utat építő kivitelező cégek kiválasztására, és ez a módszer sikeresnek bizonyult az építkezés megkezdésében. Mire Čačić elhagyta a miniszteri posztot a Károlyvárostól Záráig terjedő szakaszok nagyrészt már elkészültek, és a többit is részben megépítették. Segített megszervezni a fiatal családok államilag támogatott lakásépítési projektjét is, amely a mai Horvátország első ilyen jellegű kezdeményezése volt. Az így megépített lakásokat később róla nevezték el Čačić-lakásoknak.
A 2003-as parlamenti választás után a HNS visszatért az ellenzékbe, de Čačić megtartotta parlamenti mandátumát. A HDZ új vezetése parlamenti vizsgálóbizottságot állított fel Čačić állítólagos törvénytelen tettei miatt: összeférhetetlenséggel vádolták, mivel régi cége, Coning is szerződött a Zágráb-Split autópálya építésére. A későbbi vizsgálat után azonban Čačićot minden vád alól felmentették. 2006 decemberében ismét összeült a HDZ parlamenti vizsgálóbizottsága, és megváltoztatta korábbi döntését mondván, hogy Čačić valóban összeférhetetlenségben van, mivel tizenkét, 132 millió horvát kuna értékű szerződést kötöttek Čačićhoz kötődő cégekkel anélkül, hogy ezt a kapcsolatot a vonatkozó törvénynek megfelelően nyilvántartásba vették volna. Ő viszont ragaszkodott ahhoz, hogy ez értelmetlen megkülönböztetés, és hogy már elszakadt régi cégeitől. Megpróbálta a bíróságon megváltoztatni a döntést, de egy zágrábi bíróság 2007-ben elutasította. Fellebbezett az ítélet ellen, a horvát alkotmánybíróság azonban 2010-ben végleg elutasította.
2005-ben pártja megnyerte a Varasd megyei önkormányzati választást, és Čačić június 9-én a megye prefektusa lett. 2008 júniusában váltották le, miután a megyei tanács két HNS-képviselője az ellenzék oldalára állt.

## Autóbalesete
2010. január 8-án Magyarországon az M7-es autópályán súlyos közlekedési balesetet okozott, melynek következtében a vétlen autó két utasa életét vesztette. Čačić Chrysler 300-as gépkocsija a sűrű ködben egy Škoda Fabia hátuljába hajtott.  2011-ben Čačić további két közlekedési balesetet is okozott Zágrábban, de mindkét alkalommal sérülés nélkül úszta meg. A 2010-es incidens oda vezetett, hogy Čačić lemondott a Horvát Teniszszövetség elnöki posztjáról, amit később a szövetség irányító testülete elutasított.
Čačić a Kukuriku-koalícióban a HNS-t képviselte, és a 2011-es parlamenti választáson a 3. választókerület első számú jelöltje volt. A kerületben a szavazatok 52,73%-át szerezték meg. Az általános választási győzelmet követően Čačić miniszterelnök-helyettes lett Zoran Milanović kabinetjében.
2012. június 29-én az elsőfokú magyar bíróság bűnösnek mondta ki a 2010-ben okozott halálos autóbalesetben, és 1 év három hónap próbaidőre bocsátotta. Tomislav Karamarko, Jadranka Kosor és Dragutin Lesar horvát ellenzéki politikusok Čačićot lemondásra szólították fel, mire a kormánykoalíció tagjai Mirela Holy és Josip Leko fenntartásaikat fejezték ki a kérdéssel kapcsolatban.  2012. november 14-én a másodfokú bíróság megerősítette az ítéletet, és büntetését 22 hónapos letöltendő börtönre emelte. Ugyanezen a napon Čačić lemondott a horvát kormányban betöltött tisztségéről. 2013-ban kirúgták a HNS-ből is. A börtönbüntetés letöltése után Čačić visszatért a politikába egy új politikai párttal, a Néppárt – Reformistákkal. 2017-ben másodszor választották meg Varasd megye prefektusává.

## Fordítás
Ez a szócikk részben vagy egészben  a   Radimir Čačić című angol Wikipédia-szócikk ezen változatának fordításán alapul.  Az eredeti cikk szerkesztőit annak laptörténete sorolja fel. Ez a jelzés csupán a megfogalmazás eredetét és a szerzői jogokat jelzi, nem szolgál a cikkben szereplő információk forrásmegjelöléseként.